# Jacques Mallet
Pour les articles homonymes, voir Jacques Mallet (homonymie) et Mallet.
Jacques Mallet, né le 5 février 1924 à Nice et mort le 22 octobre 2016 dans le 14e arrondissement de Paris, est un homme politique français.

## Biographie
Diplômé de Sciences Po Paris, Jacques Mallet est directeur adjoint du bureau d'information des Communautés européennes de 1958 à 1973. L'année suivante, il devient directeur de cabinet de Jean Lecanuet, ministre de la Justice. Membre de l'UDF, il a été secrétaire national du CDS aux affaires européennes. 
Il est député européen de 1984 à 1989, siégeant parmi les députés du groupe PPE. Il préside la commission des relations économiques extérieures et siège à la commission de l'énergie, de la recherche et de la technologie.